# Lesotho National Broadcasting Service
Lesotho National Broadcasting Service, noto anche con l'acronimo LNBS, è l'ente radiotelevisivo pubblico del Lesotho. Trasmette dalla capitale Maseru in inglese e in sotho del sud.

## Storia
La radiofonia fu introdotta in Lesotho nel 1964, in età coloniale, con la creazione di Radio Lesotho e della Lesotho National Broadcasting Service (LNBC), l'ente governativo adibito alla sua supervisione; Radio Lesotho rimase l'unica stazione radiofonica del Paese fino al 1999, quando il governo autorizzò la creazione di emittenti private concorrenti. 
Nel 2006 LNBS apri una seconda stazione, Ultimate Radio. Se Radio Lesotho si concentrava sull'informazione e sull'attualità, per lo più in lingua sotho, Ultimate Radio, invece, aveva un carattere più commerciale, era maggiormente orientata verso i giovani e l'intrattenimento e proponeva una programmazione prevalentemente in inglese.
La televisione nazionale debuttò nel 1988 con il canale Lesotho Television (LTV) in occasione della visita al Paese di Papa Giovanni Paolo II, che preferì il Lesotho al Sudafrica per aderire al boicottaggio dell'apartheid da parte della comunità internazionale. La realizzazione tecnica di questo progetto fu possibile grazie al finanziamento da parte del canale privato sudafricano M-Net, proprietario di MultiChoice, che prestò anche la propria rete di trasmettitori. In seguito LTV acquisì dei trasmettitori propri e nel 2002 entrò a far parte dell'azienda di Stato.
LTV propone notiziari, sia in sotho che in inglese, sport, attualità, musica, cultura e programmi per i bambini. La maggior parte delle trasmissioni è in lingua sotho e alcune sono di produzione locale.
I servizi di LNBS, sia radiofonici che televisivi, grazie alla loro presenza su satellite offrono una copertura dell'intero Paese nonché di parte dell'Africa meridionale.

## Servizi

### Televisione
| Nome               | Sede   | Тipo        | Lancio | Lingua                 |
| ------------------ | ------ | ----------- | ------ | ---------------------- |
| Lesotho Television | Maseru | generalista | 1988   | inglese, sotho del sud |

### Radio
| Nome           | Sede   | Тipo                                    | Lancio | Lingua        |
| -------------- | ------ | --------------------------------------- | ------ | ------------- |
| Radio Lesotho  | Maseru | informazione e attualità                | 1964   | sotho del sud |
| Ultimate Radio | Maseru | programmi per giovani e intrattenimento |        | inglese       |

## Ricezione

### Terrestre
La televisione di Lesotho National Broadcasting Service trasmette in standard DVB-T HD; la radio trasmette in AM e in FM.

### Satellite[7]
| Satellite          | Intelsat 20       |
| Posizione orbitale | 68.5° E           |
| Canali             |                   |
| Frequenza          | 11634 V           |
| SR                 | 30000             |
| FEC                | 5/6               |
| Modulazione        | LNBS TV           |
| Piattaforma        | DStv South Africa |
| Codifica           | Irdeto            |

### Streaming
Lesotho National Broadcasting Service in streaming